# Badia Masabni
Badia Masabni (nacida en Shtura, Líbano en 1 de febrero de 1892 y fallecida en Beirut, Líbano en 23 de julio de 1974) fue una de las pioneras de la danza del vientre moderna. Entre sus discípulas, destacaron Samia Gamal y Tahia Carioca.
Hasta finales del siglo XIX la danza oriental se bailaba en privado o en locales pequeños. Había también zíngaras, que actuaban al aire libre, pero las árabes solían actuar en domicilios particulares de familias ricas o en cafés. Badia Masabni, en 1926, inauguró el primer cabaré egipcio, el "Opera Casino", que también era conocido como el "Badia's Casino" o el "Madame Badia's Cabaret", en el que había un espectáculo de variedades y bailarinas de la danza del vientre, acompañadas por una orquesta y con coreografías elaboradas. Las bailarinas más destacadas podían actuar solas y algunas consiguieron una fama que les abriría las puertas del mundo del cine, lo que contribuyó al prestigio del local.
En la actualidad uno de los puentes de El Cairo, muy cerca del lugar donde estaba el cabaré, se llama puente Badia, como homenaje póstumo.